# Adobe Media Player
Der Adobe Media Player (kurz: AMP) ist eine Desktop-Anwendung von Adobe Inc., dessen Kernfunktion sich in der Wiedergabe und Verwaltung von Web-Videos im FLV- und H.264-Format darstellt. Diese werden dem Benutzer per Streaming oder progressivem Download von verschiedenen Anbietern – wie derzeit beispielsweise Comedy Central, MTV und Nickelodeon – kostenlos zur Verfügung gestellt. Ferner verarbeitet der Adobe Media Player ebenfalls lokal gespeicherte FLV-Dateien.
Die technische Grundlage für die plattformübergreifende Funktionsweise (die Version 1.6 läuft unter Windows und Mac OS X) des Adobe Media Players liefert die Adobe Integrated Runtime (AIR).
Seit Ende 2010 wird der Adobe Media Player nicht mehr von Adobe unterstützt und kann nicht mehr von der Produktwebsite heruntergeladen werden.

## Eigenschaften für Endbenutzer
Die Software steht kostenlos auf der Produktseite von Adobe Systems zum Download zur Verfügung. Die für die Installation benötigte Adobe Integrated Runtime wird – sofern nicht vorhanden – automatisch mitinstalliert. Die Anwendung ist im Download etwa zwei bis drei Megabyte groß und kann direkt im Webbrowser installiert werden.
Nach der Installation kann der Endbenutzer Fernseh- und Websendungen ansehen. Diese werden über sogenannte Shows in mehreren Episoden angeboten.
Nach entsprechendem Download können die Video-Inhalte auch im Offline-Betrieb des Programms angesehen werden.
Adobe Media Player kann auch zum Abonnieren von Podcasts verwendet werden und unterstützt die Videoformate FLV, MP4 (H.264) und SWF.

## Eigenschaften für Anbieter von Video-Inhalten
Über spezielle RSS Feeds können FLV (On2 VP6 codec) und MPEG-4 (H.264) für Nutzer des Adobe Media Players zur Verfügung gestellt werden. Anbieter von Inhalten haben darüber hinaus die Möglichkeit, für ihre Show das Aussehen des Media Players anzupassen. Dies geschieht ebenfalls über den RSS-Feed des Anbieters. Für die Anpassungen stehen dem Anbieter die verschiedenen Standardbildformate (PNG, JPEG, GIF) sowie das Format SWF von Adobe zur Verfügung. Dies schließt auch zum Beispiel das Einblenden von Werbeanzeigen ein.